# Bataille de San Félix
Campagne de Guyane
(Guerre d'indépendance du Venezuela)
Batailles
m
- Angostura (1re)
- San Félix
- Pagallos
- Angostura (2e)

La bataille de San Félix est un combat de la campagne de Guyane de 1817, opération de la guerre d'indépendance du Venezuela, qui a lieu le 11 avril 1817 sur la mesa de Chirica, dans la province de Guyane et a duré à peine une demi-heure.

## Contexte
Les forces républicaines font campagne en Guyane à partir de la fin 1816. Ils tentent sans grand succès, du fait de ne pas avoir de forces navales, de prendre les lieux qui dominent le trafic sur le fleuve Orénoque : Angostura et Guayana la Vieja. Toutefois, Manuel Piar a pris au début de 1817 les missions du río Caroní, qui étaient une importante source de fournitures et de vivres pour l'armée espagnole et ravitaillent dès lors les républicains.
Avec la perte des missions les places tenues par les royaliste manquent largement d'approvisionnement pour leurs armées et menacent de succomber à la famine. Le général de brigade Miguel de la Torre sort d'Angostura pour reconquérir les missions de la région et leurs ressources. Il dispose d'environ 1 600 fantassins, 200 cavaliers et 2 canons, avec lesquels il se dirige vers les missions par la route contrôlée par les châteaux de Guayana la Vieja.

## Déroulement
Le 11 avril, les espagnols rencontrent Piar qui dirige une force de 500 fantassins, 800 lanciers, 500 archers indiens et 400 cavaliers. Les patriotes, supérieurs par le nombre et l'expérience à l'armée royaliste, sont victorieux d'un court combats grâce à la supériorité de la cavalerie républicaine.

## Conséquences
La destruction des forces royalistes à San Felix accélérer la reddition d'Angostura, une ville abandonnée par les Espagnols le 17 du même mois.
Avec la bataille de San Félix, les patriotes obtiennent non seulement le riche territoire de la Guyane, mais la voie de l'Orénoque qui mène aux llanos.